# Watussi

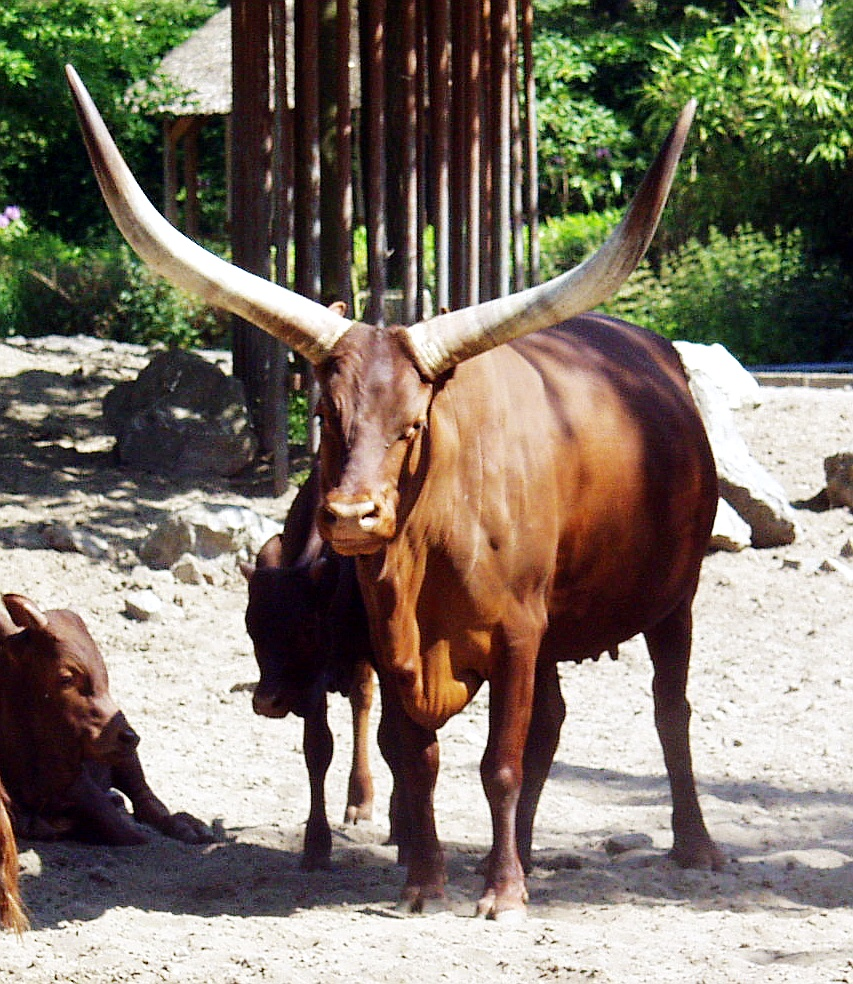
Bydło rasy watussi

Watussi (ankole) – rasa bydła domowego hodowana w Afryce wschodniej (głównie Uganda i Rwanda). 
Cechuje się bardzo dużymi (do 1,6 m długości) i rozłożystymi rogami, dużym podgardlem oraz czerwonawą, czasem z białymi plamami, barwą skóry. Wysokość w kłębie do 1,7 m. Jest to rasa głównie mleczna, pozyskuje się od niej także krew, natomiast mięso i skóry mają drugorzędne znaczenie. Ilość posiadanego bydła jest dla wielu plemion (Tutsi, Ankole, Bahima, Bashi, Kigezi, Kiwu) Ugandy i krajów sąsiednich miernikiem bogactwa właściciela. Nazwa rasy pochodzi od dawnej nazwy plemienia Tutsi – Watussi – którego członkowie szczególnie ją cenią.
W Europie okazy watussi trzymane są w wielu ogrodach zoologicznych. Uszlachetniona forma pod nazwą Ankole-Watusi została wyhodowana przez organizację Ankole Watussi International Registry założoną stycznia 1983 w Denver.